# Атенас (кантон)
Атенас (исп. Atenas) — кантон в провинции Алахуэла (Коста-Рика).

## География
Находится на крайнем юге провинции, граничит на юге с провинцией Сан-Хосе. Административный центр — Атенас.

## Округа
Кантон разделён на 8 округов:
1. Атенас
2. Хесус
3. Мерседес
4. Сан-Исидро
5. Консепсьон
6. Сан-Хосе
7. Санта-Эулалия
8. Эскобаль